# حنان المقوب
حنان المقوب (مواليد 1981)  في  مدينة بنغازي هي إعلامية وناشطة حقوقية ليبية، اشتهرت بقصتها الإنسانية المؤثرة التي تصدرت وسائل الإعلام ومواقع التواصل الاجتماعي في مايو 2025، عندما عثرت على عائلتها البيولوجية بعد 44 عامًا من الفقد.

## النشأة والخلفية
وُلدت حنان المقوب في ليبيا عام 1981، وفي ظروف غامضة، أُبلغت والدتها بوفاتها أثناء الولادة. بعد ذلك، وُجدت رضيعة أمام أحد المساجد في مدينة بنغازي، وتم نقلها إلى دار للأيتام. في سن الثانية، تبنّتها عائلة ليبية وعاشت في كنفها حتى وفاة والديها بالتبني. 

## المسيرة المهنية
بعد وفاة والديها بالتبني، واجهت حنان تحديات قانونية واجتماعية، حيث طالبتها الجهات المعنية بالعودة إلى دار الأيتام، لكنها اختارت الاستقلال. انخرطت لاحقًا في العمل الإعلامي والحقوقي، مما عرضها للعديد من التهديدات بسبب نشاطها العلني ومواقفها الجريئة. استقرت في مصر، حيث واصلت نشاطها في مجال الإعلام والدفاع عن حقوق الإنسان. 

## اكتشاف العائلة البيولوجية
في مايو 2025، خلال بث مباشر على منصة "تيك توك"، تلقت حنان مكالمة من شاب يُدعى عمر موسى، أخبرها بأن والدته كانت قد أُبلغت بوفاة طفلتها عند الولادة قبل 44 عامًا، لكنها لم تتوقف عن البحث عنها. بعد تبادل الحديث، تبيّن أن عمر هو شقيقها البيولوجي، وأن والدتها لا تزال على قيد الحياة. هذا اللقاء المفاجئ أعاد لحنان جزءًا من هويتها المفقودة، وجمع شملها بعائلتها بعد عقود من الفقد.

## التأثير الإعلامي والاجتماعي
قصة حنان المقوب لاقت تفاعلًا واسعًا على وسائل التواصل الاجتماعي، حيث اعتُبرت واحدة من أكثر القصص الإنسانية تأثيرًا في العصر الرقمي. أظهرت القصة كيف يمكن للتكنولوجيا أن تلعب دورًا في جمع شمل العائلات وتغيير مصائر الأفراد.